# Fundació Ramon Noguera
|  | No s'ha de confondre amb Fundació Noguera. |

La Fundació Ramon Noguera és una institució fundada el 1965 que treballa per a garantir qualitat de vida a les persones amb discapacitat intel·lectual, contribuint a la seva integració social i laboral. Ofereix suport pel que fa al benestar personal i a la participació social, i treballa per a millorar la situació dels infants que presenten dificultats en el seu desenvolupament o estiguin en risc de patir-ne, i per a fer costat a les famílies. Es va fundar amb el nom d'Associació Àngelus fins que el 1995 passà a ser una fundació i canvià el nom. El 2017 se li va concedir la Creu de Sant Jordi.